# Langue Zan Gula
Le Zan Gula, ou Zan, est une langue adamawa parlée au Tchad dans la région de Guéra, dans la préfecture de Melfi. La langue est aujourd'hui menacée et comptait en 2003 environ 5000 locuteurs
.